# Laura Chambers
Laura Chambers é a atual CEO interina da Mozilla Corporation.
Ela veio de uma cidadezinha na Austrália e se formou em filosofia pela Universidade de Melbourne. Após terminar a faculdade, trabalhou como consultora na McKinsey & Company. Depois de sua experiência na McKinsey, Chambers partiu para os Estados Unidos para cursar um mestrado em administração de empresas na Universidade de Stanford, concluindo o curso em 2005. Ela passou 13 anos trabalhando no eBay e, em seguida, teve passagens pelo PayPal, Skype e Airbnb.
Em 2020, assumiu como CEO interina da Willow Innovations, uma empresa que fabrica bombas de tirar leite vestíveis, localizada em Mountain View, Califórnia.
No ano de 2021, Chambers juntou-se ao conselho de administração da Mozilla Corporation. No dia 8 de fevereiro de 2024, ela entrou no lugar de Mitchell Baker como CEO interino da Mozilla. Chambers já adiantou que não tem intenção de ficar no cargo permanentemente, pois planeja voltar para a Austrália no fim de 2024 por razões familiares.
Atualmente, Chambers mora com sua família na região da baía de São Francisco e tem três filhos.